# Tabula Peutingeriana

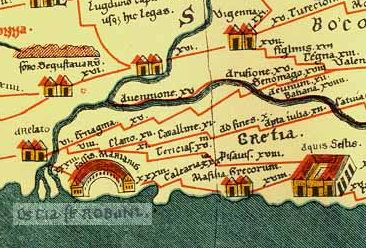
Tabula Peutingeriana: regiunea Arles, Fos-sur-Mer, Marseille, Aix-en-Provence (Franța).

Tabula Peutingeriana (sau denumirea completă în latină Peutingeriana Tabula Itineraria), denumită și harta etapelor lui Castorius, este o copie din secolul al XIII-lea a unei vechi hărți romane în care figurau drumurile și orașele principale ale Imperiului Roman, care constituiau cursus publicus. Acest document era cunoscut altădată și sub denumirea de Tabula Theodosiana, nume care face referire la împăratul Theodosius I, întrucât, potrivit lui d'Aigueperse, o copie afișează versuri făcute sub acest împărat.
Tabula Peutingeriana este o hartă care a fost creată în 1265 de către un călugăr din Colmar. Aceasta se bazează pe o hartă din secolul al IV-lea sau al V-lea, care, la rândul ei. a avut drept sursă o hartă pregătită de către Agrippa, în timpul împăratului Augustus (27 î.Hr. - 14 d.Hr.).
Harta a fost descoperită în 1494 de către Conrad Celtis, la Worms, în Germania, și predată lui Konrad Peutinger din Augsburg (Germania), care a intenționat să o publice, însă moartea l-a împiedicat să-și ducă la îndeplinire dorința. A publicat-o Abraham Ortelius, 1598 la Anvers.

## Istoric

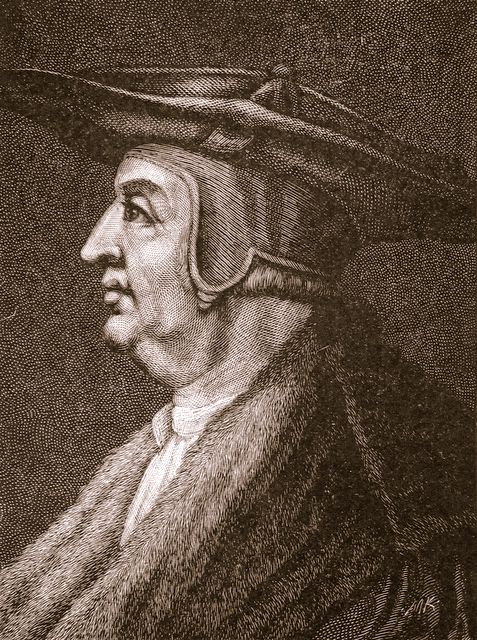
Konrad Peutinger

Tabula Peutingeriana a fost descoperită în 1494 de umanistul Conrad Celtis. Nu se știe nici cum a ajuns în posesia acestui document și nici unde l-a pregătit: dacă ne încredințăm călătoriilor lui Celtis din acea epocă, bibliotecile posibile sunt acelea ale capitulului catedral din Worms, din Speyer, din Colmar, din abația Tegernsee, sau o tipografie din Basel. Harta poartă numele umanistului și amatorului de antichități Konrad Peutinger (1465-1547), care a primit-o drept moștenire de la prietenul său Conrad Celtis în 1508. Deși a dorit să o publice, Peutinger a murit înainte de a-și îndeplini această sarcină. La moartea lui Peutinger, o copie a acestei hărți a fost executată la cererea familiei sale, și mulțumită acestei copii, Abraham Ortelius a dat o ediție tipărită în 1598 la Anvers.
S-a crezut că harta lui Peutinger a dispărut: nu a fost regăsită decât în 1714, iar în anul următor a fost remisă Prințului Eugen. La moartea acestuia, în 1736, împăratul Carol al VI-lea i-a cumpărat biblioteca și a integrat-o fondului bibliotecii imperiale; harta lui Peutinger a primit aici numărul de inventar Codex Vindobonensis 324. În 1863, pentru a i se asigura conservarea, harta a fost decupată în panouri care erau protejate de plăci de sticlă, care au fost înlocuite în 1977 de plăci acrilice.
Prin originalitatea sa, Tabula Peutingeriana face parte din Patrimoniul Mondial UNESCO, fiind înscrisă în Registrul Internațional Memoria Lumii, ca parte a patrimoniului documentar al Austriei, în 2007. 

## Descriere

### O lungă bandă de pergament

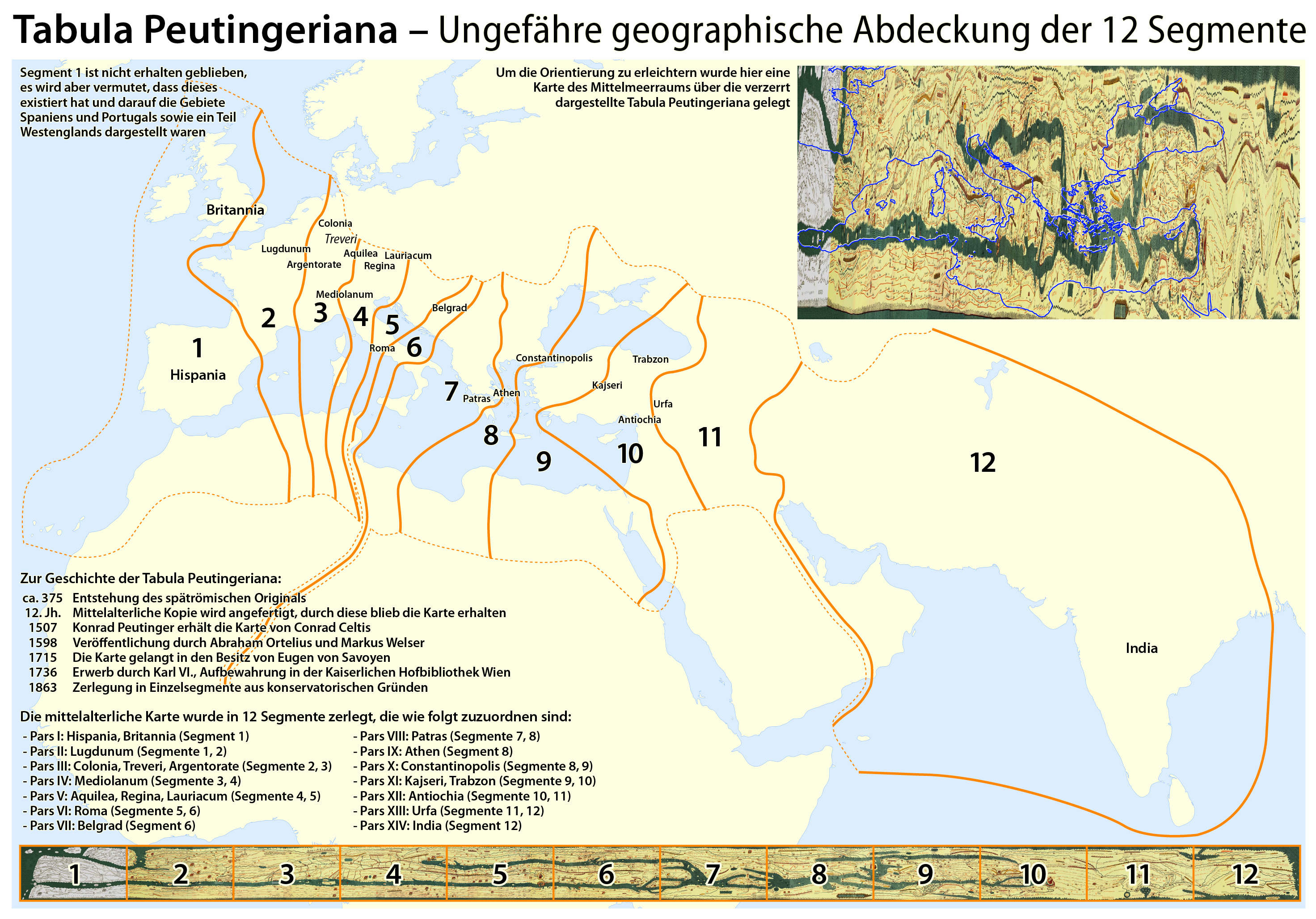
Localizarea aproximativă a celor douăsprezece segmente ale Tabulei Peutingeriana pe o hartă modernă

Tabula Peutingeriana este compusă din unsprezece pergamente păstrate, cel mai la vest fiind pierdut. Acestea, asamblate, formează o bandă de 6,82 m pe 0,34 m. Ea arată 200.000 km de drumuri, dar și amplasarea orașelor, mărilor, fluviilor, pădurilor, lanțurilor de munți. Tabula arată Imperiul Roman în totalitate, Orientul Apropiat și India, indicând Gangele și Sri Lanka (Insula Taprobane), chiar și China este menționată.
Prima foaie reprezintă estul Insulelor Britanice, Țările de Jos, Belgia, o parte din Franța și vestul Marocului. La capătul vestic al fâșiei, absența celor mai mari părți ale Marocului, ale actualelor state Portugalia și Spania, precum și a părții occidentale ale Insulelor Britanice lasă să se presupună că ar fi existat și o a douăsprezecea foaie (care astăzi lipsește), care ar fi prezentat Spania și Portugalia, precum și partea occidentală a Insulelor Britanice. Facsimilul lui Konrad Miller din 1887 reprezintă o tentativă de reconstituire a aceastei pagini care lipsește(partea albă, la stânga).
Cele douăsprezece segmente ale Tabulei Peutingeriana sunt, în ordine, de la Vest spre Est, următoarele:
- Pars I: Hispania, Britannia (segmentul I)
- Pars II: Lugdunum, azi Lyon (segmentele I, II)
- Pars III: Colonia, azi Köln, Treveris, azi Trier, Argentorate (segmentele II, III)
- Pars IV: Mediolanum, azi Milano (segmentele III, IV)
- Pars V: Aquileia, Regina, Lauriacum (segmentele IV, V)
- Pars VI: Roma (segmentele V, VI)
- Pars VII: Singidunum, azi Belgrad (segmentul VI)
- Pars VIII: Patras, Apula, azi Alba Iulia, Napoca, azi Cluj-Napoca (segmentele VII, VIII)
- Pars IX: Atena (segmentul VIII)
- Pars X: Constantinopolis (segmentele VIII, IX)
- Pars XI: Caesarea, azi Kajseri, Trapezunt, azi Trabzon (segmentele IX, X)
- Pars XII: Antiohia (segmentele X, XI)
- Pars XIII: Urfa (segmentele XI, XII)
- Pars XIV: India (segmentul XII)

### Simboluri
Vreo 555 de orașe și 3.500 de alte particularități geografice sunt indicate, precum farurile maritime și sanctuarele, adesea marcate printr-o mică imagine.

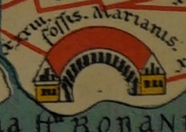
Un port, Fos-sur-Mer
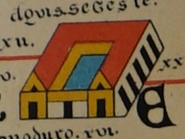
Terme
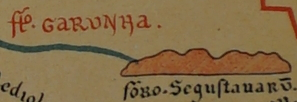
Fluviu și munte

Orașele sunt reprezentate prin două case, iar cetățile importante, de exemplu Roma, Constantinopol, Antiohia, sunt semnalate printr-un medalion ornat.

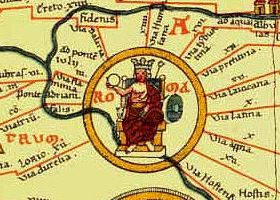
Roma
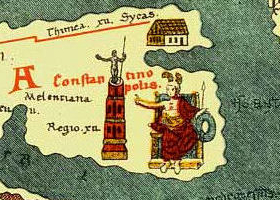
Constantinopol
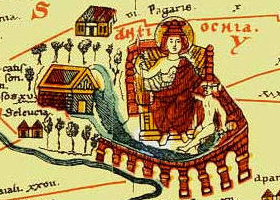
Antiohia

## Reprezentarea unei rețele
Formatul nu permite o reprezentare realistă a peisajelor, dar acest lucru nici nu era în intenția autorului. Harta trebuia să fie mai degrabă ca o reprezentare simbolică, așa cum sunt schemele liniilor de transport în comun de astăzi (autobuz, metro, căi ferate, ...) care permit să te deplasezi vizual, cu ușurință, de la un punct la altul, să cunoști distanțele etapelor, fără să fie oferită reprezentarea fidelă a realității. De fapt, ea este considerată ca prima reprezentare cartografică a unei rețele.
Din contra, este o hartă foarte exactă a distanțelor, care sunt exprimate în cea mai mare parte în mile romane, sau în alte unități de masură de lungime, dacă acestea erau folosite în regiune, de exemplu leghele galice în Gallia Aquitania. Acest lucru permitea să se obțină o idee destul de exactă a distanței și a timpului pentru a se duce din orice punct în altul, chiar dacă uneori legăturile nu sunt indicate.

### Realismul itinerarelor
Parcursurile sunt foarte realiste. Fiecare „stație” poartă lungimea etapei, în timp ce vignetele semnalează orașele principale, orașele termale etc. Multor din aceste „stații” nu le corespund orașe, ci intersecții. Inevitabil, Tabula Peutingeriana conține erori ale copiștilor. Unele nume de orașe sau distanțe de etape au greșeli: Grenoble este numit „Culabone”, în timp ce denumirea clasică latină a acestui oraș este „Cularone” (Cularo); uneori „V” devine „II”, sau invers. Pentru ușurința utilizării Tabulei, este recomandată folosirea și a unui exemplar al unei „hărți de îndreptare”, în care stațiile și itinerarele din Tabula sunt reportate pe o hartă geografică modernă. Pentru Galia: Carte de redressement de la Gaule pour l'intelligence de la Table de Peutinger, de exemplu.

## Baze cartografice
Ea este probabil bazată pe harta lumii pregătită de Marcus Vipsanius Agrippa (născut în 64 î.Hr., mort în 12 î.Hr.), un prieten personal al împăratului Augustus. După moartea sa, harta a fost gravată în marmură și așezată pe Porticus Vipsaniæ, nu departe de Altarul Păcii al lui Augustus, de-a lungul Via Flaminia. Totuși, pe Tabula Peutingeriana este prezentată o versiune actualizată în secolul al IV-lea.

## Datarea copiei lui Peutinger

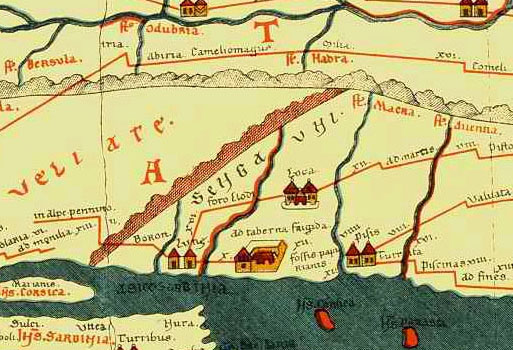
Tabula Peutingeriana: Pars IV - Segmentum IV ; Reprezentarea regiunii Apuana. Se văd colonia Pisa, Lucca, Luni și numele „Senguani”; legătura dintre Pisa și Luni nu este încă reprezentată.

Manuscrisul este în general datat din secolul al XIII-lea. Ar fi opera unui călugăr copist anonim din Colmar, care ar fi reprodus, spre 1265, un document mai vechi.
Originalul ar putea fi posterior anului 328, întrucât este marcat orașul Constantinopol, care a fost fondat în acel an, în timp ce alte elemente (de exemplu în Pars IV  - Răsăritul Liguriei) sunt poate anterioare anului 109 î.Hr., an în care a fost construită Via Aemilia Scauri, care nu este indicată pe Tabula. Niciun drum nu este indicat nici între Pisa și Luni (azi inclusă în Ortonovo), în timp ce figurează Fossae Papirianae, mlaștini situate aproape de actuala Versilia, indicate ca Fossis Papirianis (cf. Pars IV - Segmentum IV).
Este posibil ca Tabula originală să fi fost compusă în bloc la o anumită dată și apoi niciodată adusă la zi. De exemplu, putem observa amplasamentul orașului Pompeii, care nu a fost reconstruit după distrugerea provocată de erupția Vezuviului, în 79. Și de altă parte, unele orașe din Germania Inferior sunt indicate în timp ce ele fuseseră distruse și abandonate din secolul al V-lea.

## Ediții ale Tabulei Peutingeriana

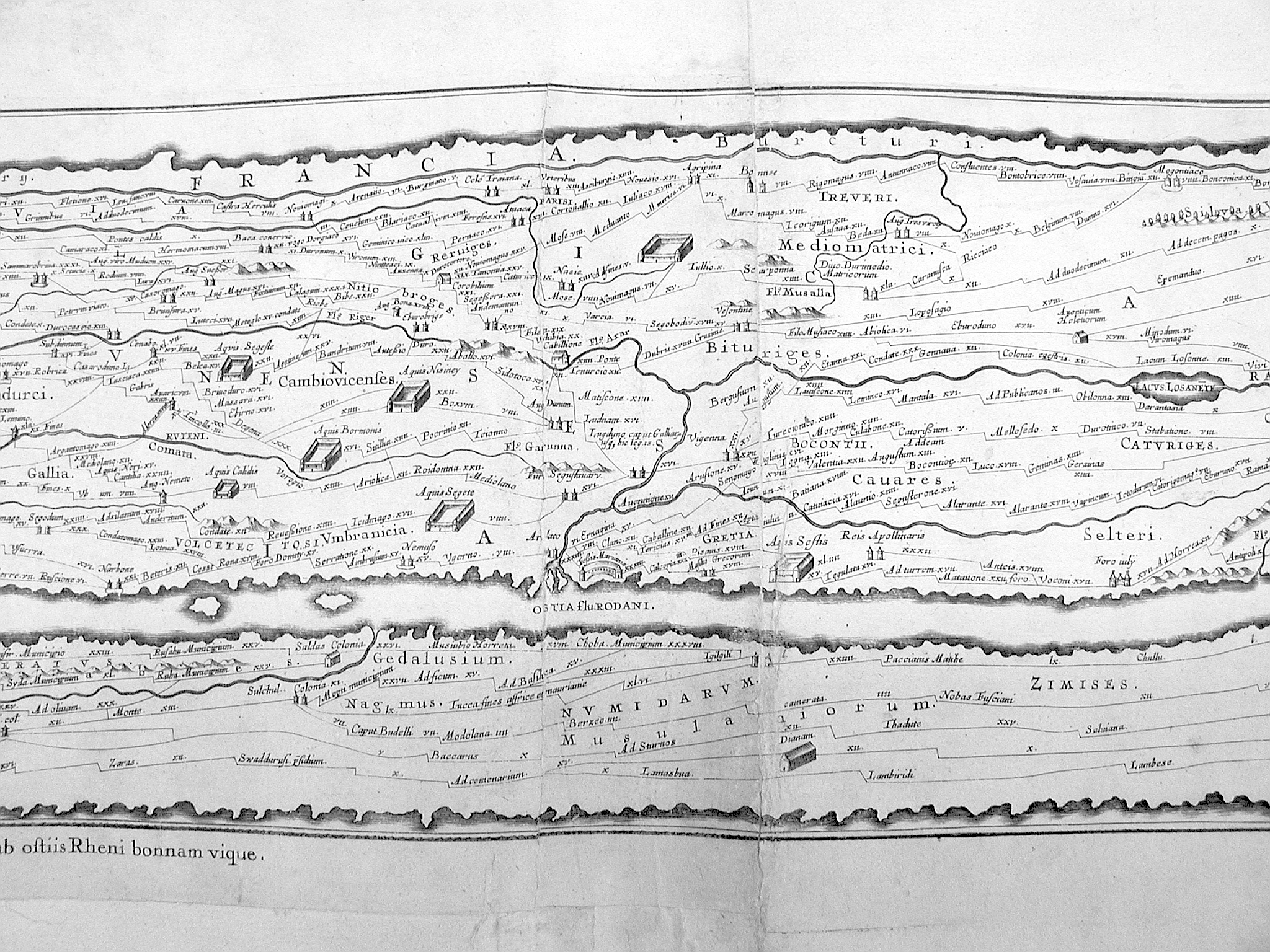
Extras al copiei IGN a Tabulei.

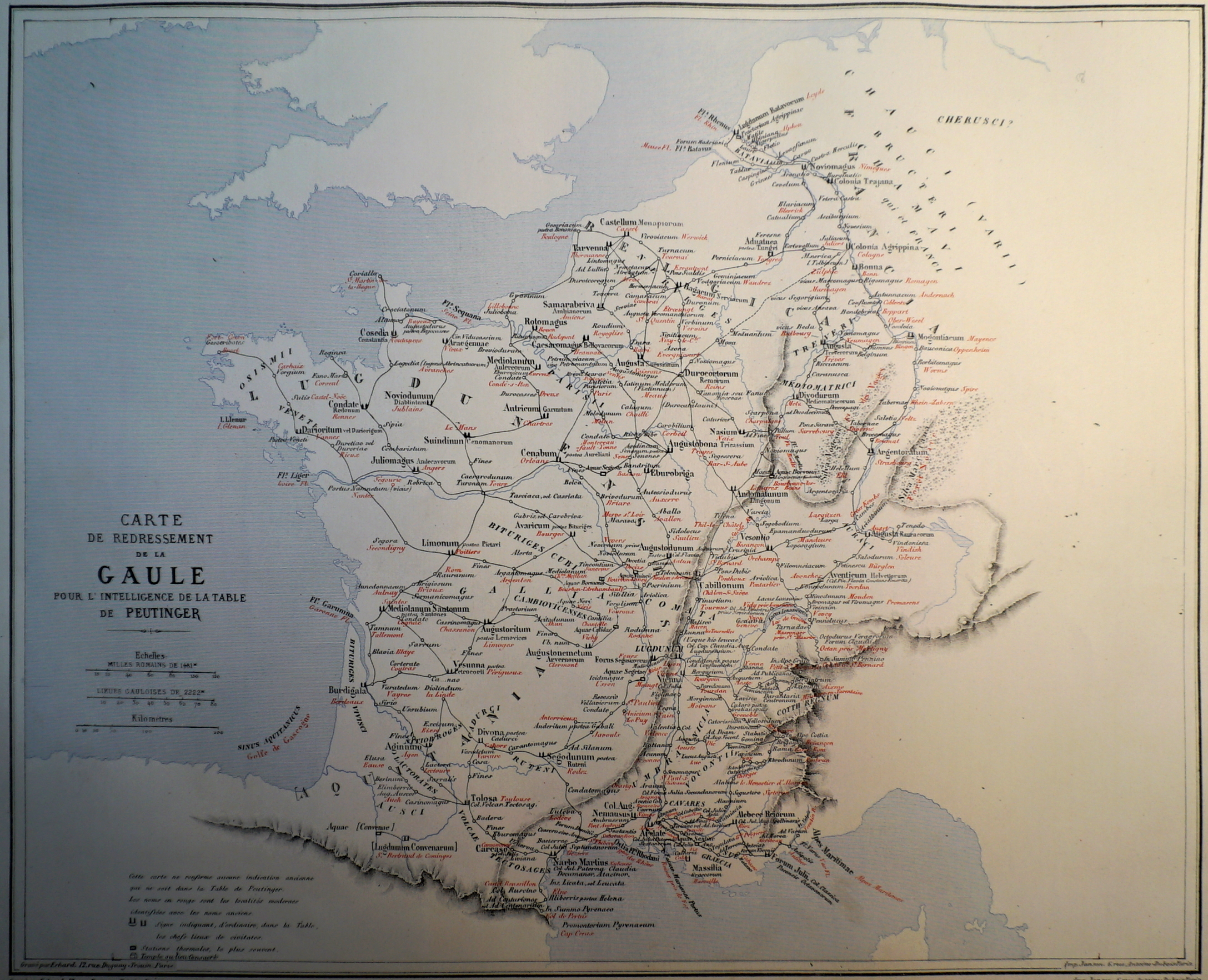
Proiecția lui Desjardins editată de Hachette: Hartă de îndreptare pentru înțelegerea Tabulei Peutingeriana (Galia).

Originalul este conservat acum la Biblioteca Națională a Austriei din Viena.
După o primă ediție parțială, în 1591, sub numele de Fragmenta tabulæ antiquæ, de Abraham Ortelius pe contul casei de editură Jan Moretus (Jean Moret), Tabula a fost în sfârșit tipărită de Moretus în decembrie 1598, tot la Anvers, în 250 de exemplare.
Un facsimil al Tabulei se poate vedea pe site-ul Bibliotheca Augustana.
Există și o copie, în alb-negru, a Tabulei în arhivele cartotecii IGN, la Saint-Mandé (Val-de-Marne, Franța). Este un facsimil al „copiei von Scheyb” datând din 1753. Biblioteca Națională a Franței posedă și ea exemplare ale edițiilor mai vechi: Tabula zisă din Anvers (1598) și cea de la Amsterdam (1619).
În 1869, Ernest Desjardins edita o versiune oficială comandată de Ministerul Educației din Franța care se voia definitivă, întrucât analiza copiile existente. El a introdus și o proiecție a datelor lui Peutinger pe o hartă modernă.
De la Președinția austriacă a Consiliului Uniunii Europene din 2006, o copie în culori a Tabulei Peutingeriana este expusă în clădirea Consiliului din Bruxelles.
O copie a unui fragment al Tabulei Peutingeriana este expusă la Muzeul Național al Unirii din Alba Iulia.

## Drumurile dinDacia romanăși din alte teritorii ale României de astăzi

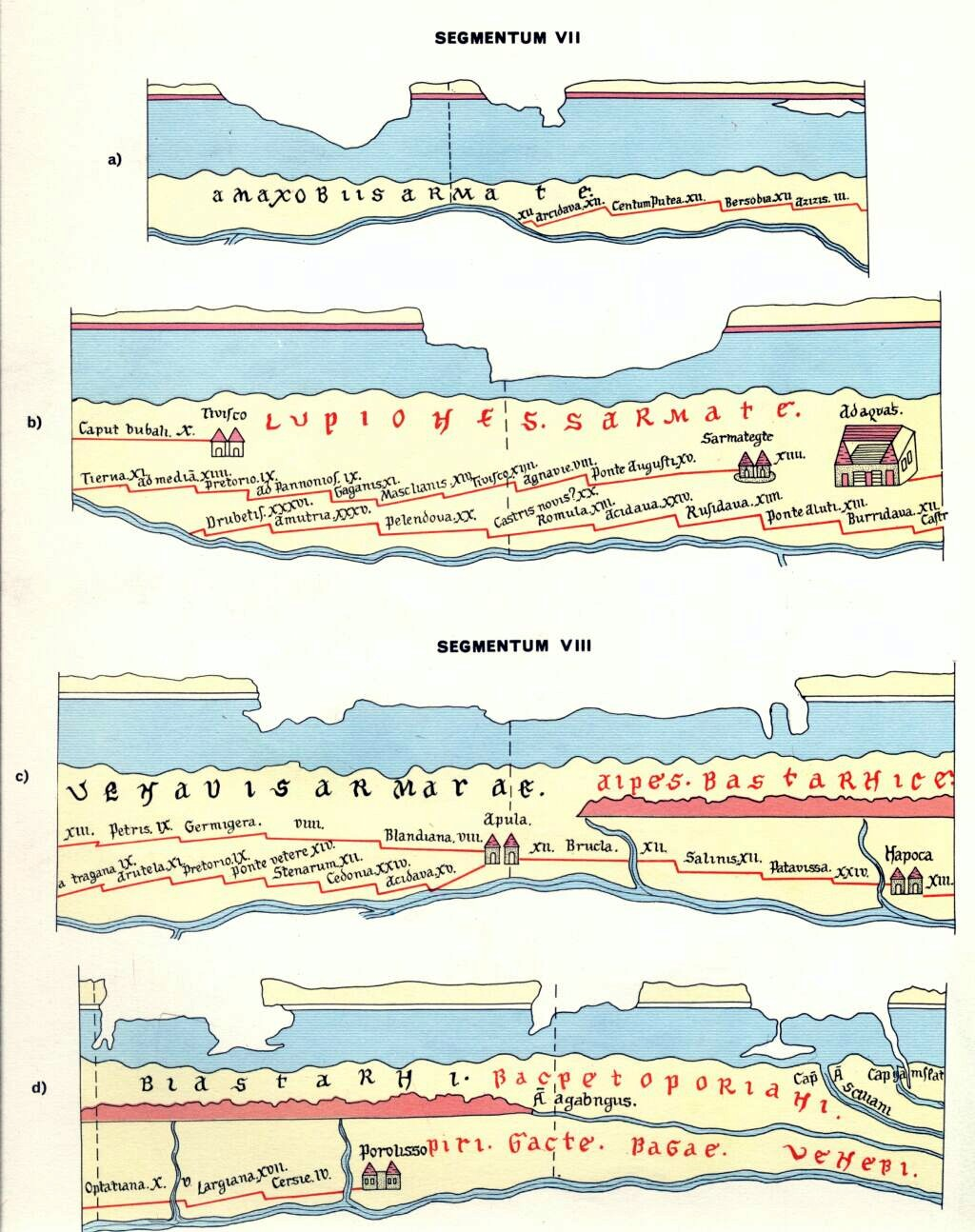
Tabula Peutingeriana, Dacia, Segmentum VII-VIII

În fragmentul alăturat din Tabula Peutingeriana sunt prezentate drumurile romane care străbăteau Dacia romană pe Segmentum VII și VIII.
Localitățile menționate, care sunt locuite și astăzi pe teritoriul României sunt:
- Ad Media (Mehadia)
- Apula (Alba-Iulia)
- Bersobia (Berzovia)
- Blandiana (Blandiana)
- Brucla (Aiud)
- Caput Bubali (Delinești)
- Callatis (Mangalia)
- Carsio (Hârșova)
- Cersie (Romita)
- Drubeas (Drobeta-Turnu Severin)
- Germizera (Geoagiu)
- Napoca (Cluj-Napoca)
- Petris (Petriș, Arad)
- Porolliso (Moigrad-Porolissum)
- Patauissa (Turda)
- Largiana (Românași)
- Salinis (Ocna Mureș)
- Optatiana (Sutoru)
- Sacidava (Rasova)
- Tierna (Orșova)
- Tomis (Constanța)

Localități nelocuite astăzi sunt:
- Acidava
- Ad Stoma
- Ad Agdae[necesită citare]
- Ad Aquas (Segmentum VIIb)
- Amutria
- Arcidava
- Arcobadara / Arcobara (în apropiere de Ilișua, comuna Uriu, județul Bistrița-Năsăud)
- Arubio
- Arutela
- Axiopolis
- Azizis
- Bereo
- Buridava
- Castra Tragana
- Castris Novis
- Caput Stenarum
- Cedoniae
- Centum Putea (lângă actuala localitate Surducu Mare, județul Caraș-Severin)
- Capidava
- Deidava
- Histriopolis (Histria)
- Houioduni[necesită citare]
- Pelendava
- Ponte Aluti
- Ponte Vetere
- Pretorio VIIII
- Pretorio IX
- Romula
- Salmis
- Salsovia
- Stratonis
- Sucidava
- Troesmis

Localitățile de pe „Drumul Cernei” (al doilea drum roman figurat pe Tabula Peutingeriana - Segmentum VII b) sunt: 
- Ad Media
- Ad Pannonios (Ad Pannonios, la 2 km distanță de Teregova)
- Agnavie (Agnaviae)
- Gaganis (Gaganae)
- Masclianis (Masclianae)
- Pretorio (Praetorium, Mehadia)
- Ponte Augusti (Pons Augusti, lângă Sarmizegetusa Romana)
- Sarmategte (Colonia Ulpia Traiana Augusta Dacica Sarmizegetusa, Sarmizegetusa Romana)
- Tierna (Dierna, Orșova)
- Tivisco (Tibiscum, Jupa, 5 km nord de Caransebeș)

## Galerie de imagini

Drumurile romane pe Tabula Peutingeriana
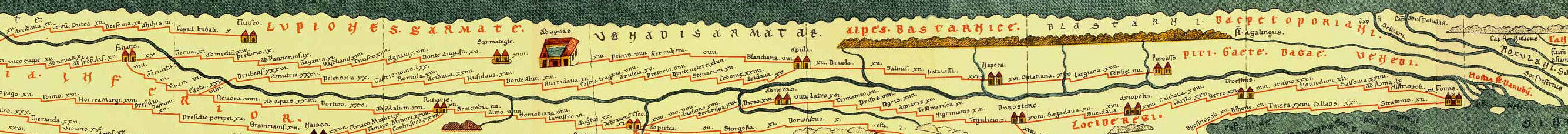
Dacia romană pe Tabula Peutingeriana
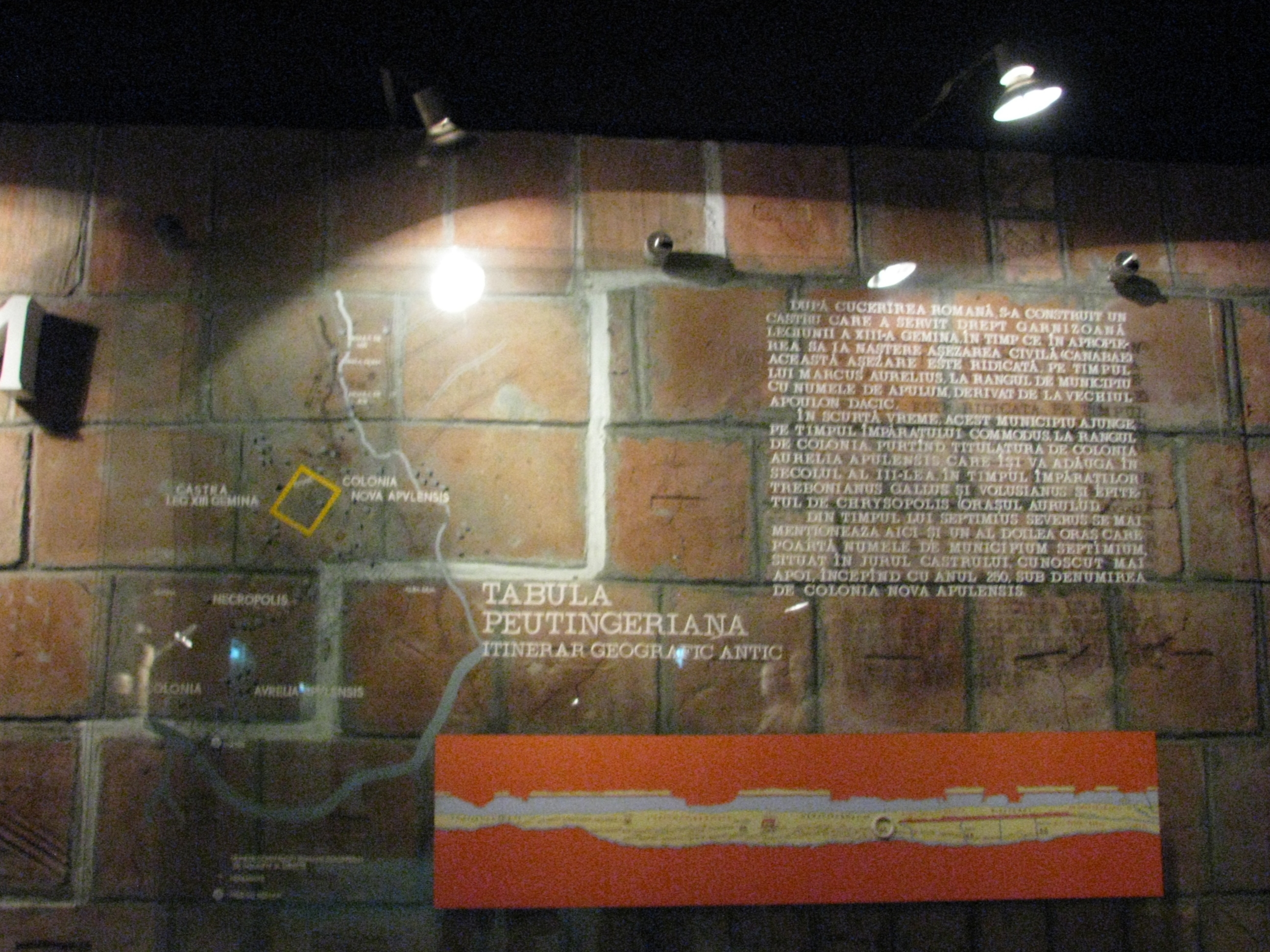
Tabula Peutingeriana prezentată la Muzeul Național al Unirii din Alba Iulia